# Macintosh IIsi

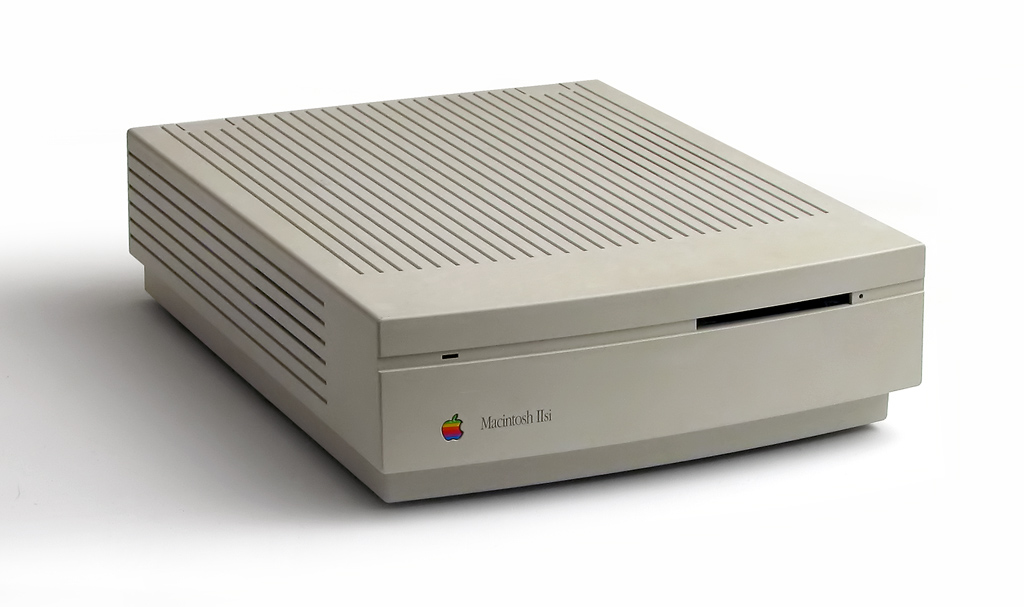
Ein Macintosh IIsi

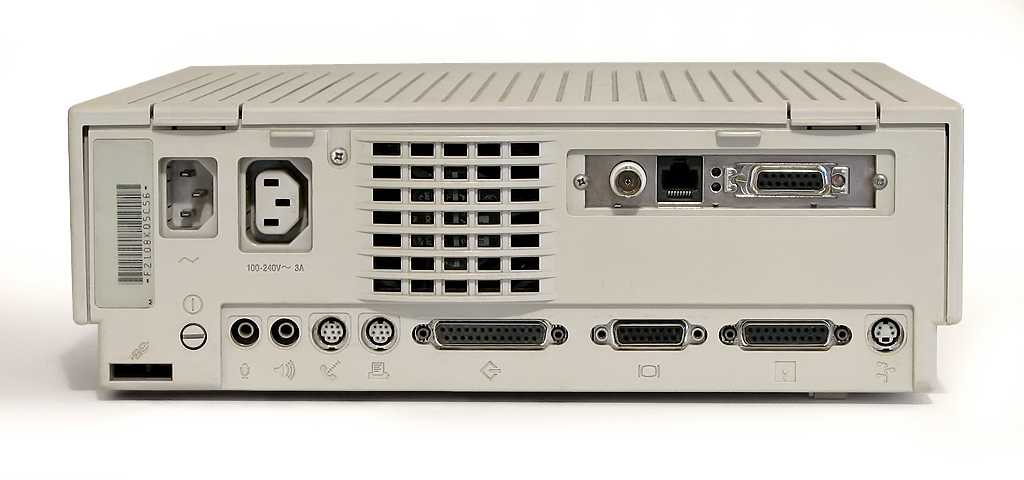
Rückansicht

Macintosh IIsi ist der Name eines von Apple produzierten Rechners.
Der mit 20 MHz getaktete und auf dem Motorola 68030 basierende Rechner mit einem Arbeitsspeicher von 65 MB bei maximalem Ausbau  wurde von Apple im Oktober 1990 vorgestellt. Zur Erweiterung stand ein PDS-Slot zur Verfügung, der mittels eines Adapters zu einem NuBus-Port konvertiert werden konnte. Neben der 8-Bit-Farbgrafikkarte auf der Hauptplatine bot der IIsi wie alle Rechner der II-Serie ein 8-Bit-Stereo-Soundsystem. Am externen SCSI-Bus-Ausgang konnten Festplatten, CD-ROM-Laufwerke, Scanner oder Streamer angeschlossen werden.
Der Mac IIsi war eine abgespeckte Version des Macintosh IIci – als preisgünstige Alternative für private Anwender. Um die Kosten gering zu halten, teilte sich die Grafik wie beim IIci die Speicherbandbreite mit der CPU. Insbesondere die höheren Auflösungen und Farbtiefen waren langsamer als beim IIci. Die On-Board-Grafik konnte mit einer maximalen Auflösung von 640 × 480 Pixeln bei 8 Bit oder 640 × 870 monochrom betrieben werden. Von Apple gab es verschiedene Monitore für den 15-poligen Videoausgang des Geräts: einen Farbmonitor mit einer Auflösung von 512 × 384 Pixeln und zwei monochrome Monitore mit 640 × 480 bzw. 640 × 870 Pixeln. Einen aufpreispflichtigen NuBus- oder LC-PDS-Steckplatz gab es auf einer Erweiterungsplatine zusammen mit dem 68882-Koprozessor. 1 MB RAM waren auf der Hauptplatine fest eingelötet. Die CPU des IIsi war mit 20 statt wie beim IIci mit 25 MHz getaktet, obwohl die verwendeten Teile für den 25 MHz Prozessortakt ausgelegt waren. Deshalb war das Übertakten (häufig bis 25 oder 28 MHz) des IIsi weit verbreitet, auch weil der gemeinsame Zugriff von CPU und Grafik auf den Speicher dann wesentlich besser funktionierte und die Grafikausgabe merklich schneller wurde.
Das neu konstruierte Motherboard des Mac IIsi hatte einen PDS-Erweiterungssteckplatz, für den spezielle Karten mit dem mathematischen Koprozessor Motorola 68882 oder bridge card angeboten wurden und in den Processor Direct Slot gesteckt werden konnten, sowie einen internen Standard-NuBus-Slot enthielt, der mit den anderen Macs der IIsi-Serie kompatibel war. Angeboten wurde der IIsi mit entweder 40- oder 80-MB-Festplatte sowie einem 1,44-MB-Diskettenlaufwerk.
Mit Ausnahme des IIci war der IIsi einer der ersten Macs mit einem Audioeingang, der zuweilen Probleme machte, wenn sich über einen längeren Zeitraum die Lautsprecherkontakte abnutzten, was dann zu einem Ausfall der Tonausgabe führte. Dies konnte nur durch die Reinigung der Kontakte und ihrer Behandlung mit Leitsilber behoben werden.
Die ersten verfügbaren ROMs waren oft fehlerhaft, die das Starten des Systems sogar unmöglich machten. Obwohl Apple zur Fehlerkompensation bald ein spezielles ROM-SIMM auf späteren Platinen ergänzte, verblieb der Steckplatz für die ROM-SIMM weiterhin erhalten.
| Einführung              | 15. Oktober 1990 |
| Produktionsende         | 15. März 1993 |
| Apple Supportende       | 1. September 1998 |
| Damaliger Preis         | ca. 3800 $ |
| CPU                     | 68030 (bei 20 MHz Taktfrequenz) |
| FPU                     | Motorola 68882 (optional) |
| L1-Cache                | 512 Bytes |
| Bus                     | 20 MHz |
| Slot                    | 1 NuBus oder: 1 LC PDS |
| RAM                     | 1 MB, 4 dreißigpolige SIMM-Steckplätze (erweiterbar bis 65 MB) |
| VRAM                    | 64–320 kB |
| Video                   | 640 × 480 Pixel, 8 Bit (color), 640 × 870 monochrom |
| Ports                   | - 1× SCSI (DB-25) - 2× Mini-Din-8 für Modem und Drucker - 1× ADB - 1× DB-19 für externes Diskettenlaufwerk - 1× DB-15-Videoausgang für Monitor - Soundausgang: Stereo 8 Bit - Audioeingang: Mono 8 Bit |
| Erweiterungssteckplatz  | - 1 Erweiterungssteckplatz NuBus oder PDS - 4 SIMM-Slots (Minimum: 100 ns) |
| Diskettenlaufwerk       | 1,44 MB („SuperDrive“), 3,5 Zoll |
| Festplatte              | 80/40 MB, SCSI |
| Netzteil                | 160 W |
| Gewicht                 | ca. 5 kg |
| Abmessungen (L × B × H) | ca. 10,1 cm × 31,5 cm × 37,8 cm |
| ROM                     | 512 KB |
| Videospeicher           | 1 MB, unterstützt die Auflösungen 512 × 384 Pixel und 640 × 480 Pixel bei jeweils 8 Bit |